# 中立売警察署
中立売警察署（なかだちうりけいさつしょ）は、かつて京都府警察が管轄していた警察署の一つである。
京都府の警察署としては、五条警察署と共に最古の警察署であったが、2007年4月1日付けで廃止された。警察署廃止後も中立売庁舎として使用されていたが解体され、跡地には2020年に警察本部庁舎が新築された。

## 所在地
- 京都市上京区新町通下長者町角藪之内町42番地

## 管轄区域
- 京都市北区の一部
- 京都市上京区の一部
- 京都市中京区の一部

## 沿革
- 1873年（明治6年）：京都府初の警察所として、下京警察所（現在の五条警察署）と共に開所。
- 1955年（昭和30年）7月：京都市警察が京都府警察に統合したことに伴い京都府中立売警察署となる。
- 2007年（平成19年）4月1日：京都府警察の警察署等の再編整備実施計画に基づき、区内にある西陣警察署と統合され、上京警察署となり廃止された。庁舎は西陣側へ移動し、当署が所轄していた北区の一部の管轄は北警察署、中京区の一部の管轄は五条警察署に移される。

## 交番
（ ）の中は所在地。
- 室町中立売交番（上京区中立売通室町東入東町）
- 上御霊前交番（上京区烏丸通上御霊前下ル相国寺門前町）
- 出町交番（上京区河原町通今出川上ル青竜町）
- 荒神口交番（上京区河原町通荒神口下ル上生洲町）
- 丸太町交番（中京区丸太町通烏丸東入光り堂町）
- 木屋町二条交番（中京区二条通木屋町西入樋之口町）
- 二条殿交番（中京区烏丸通御池上ル二条殿町）

## 駐在所
なし

## 主な出来事
1969年9月22日夜、赤軍派の学生が今出川巡査派出所（当時）に火炎瓶を投擲して放火。